# Araucanobunus
Araucanobunus is een geslacht van hooiwagens uit de familie Triaenonychidae.
De wetenschappelijke naam Araucanobunus is voor het eerst geldig gepubliceerd door Muñoz-Cuevas in 1973. 

## Soorten
Araucanobunus is monotypisch en omvat slechts de volgende soort:
- Araucanobunus juberthiei